# Jolanta Brach-Czaina
Jolanta Brach-Czaina   (Varsòvia, segle XX - Varsòvia, 16 de març de 2021) fou una filòsofa i feminista polonesa.
Va néixer a Varsòvia. El 1955 es va graduar al Liceu Klementyna Hoffmanowa. Els anys 1955–1957 va estudiar física, i més tard es va traslladar a estudiar filosofia a la Universitat de Varsòvia. També va estudiar direcció a la Universitat Internacional del Teatre de París.
A l'Escola de Ciències Socials de l'Institut de Filosofia i Sociologia de l'Acadèmia Polonesa de Ciències, va dirigir un seminari titulat Feminitat i masculinitat en la cultura contemporània, que va donar lloc al llibre De la dona a l'home i de nou: reflexionar sobre el gènere a la cultura, publicat el 1997. També va treballar a la SWPS University of Humanities and Social Sciences de Varsòvia.
Va ser professora de filosofia, professora acadèmica durant molt de temps; autora i coautora de llibres sobre estètica, filosofia de l'art i cultura, antropologia i estudis de gènere. També va escriure llibres sobre ella mateixa. Va donar classes a la Universitat de Bialystok. I va ser durant el seu mandat el 1995 que l'Institut va canviar el seu nom per Departament d'Estudis Culturals. També va treballar a la Universitat SWPS de Varsòvia. Va ser guardonada amb el llibre Szczeliny istnienia publicat el 1992, premi de la Societat Polonesa d'Editors de Llibres, el 1994.
Brach-Czaina va morir el 16 de març de 2021.